# Sudogda (město)
Sudogda (rusky Судогда) je město ve Vladimirské oblasti v Ruské federaci. Při sčítání lidu v roce 2010 mělo bezmála dvanáct tisíc obyvatel.

## Poloha a doprava
Sudogda leží v Meščorské nížině na levém břehu Sudogdy, pravého přítoku Kljazmy v povodí Volhy. Od Vladimiru, správního střediska oblasti, je vzdálena přibližně čtyřicet kilometrů jihovýchodně.
Do města vede 46 kilometrů dlouhá nákladní železniční trať, která se odpojuje od tratě Murom – Kovrov.

## Dějiny
První zmínka o obci je z počátku 17. století, kdy se nazývala Sudogodskaja sloboda. Jméno obce je odvozeno od jména řeky a je ugrofinského původu. V roce 1778 došlo k povýšení na město.

### Rodáci
- Nikolaj Vladimirovič Krylov (* 5. června 1941), matematik